# Tina Karol
Tetiana Grigoryevna Liberman (em ucraniano: Тетяна Григорівна Ліберман; Orotukan, 25 de janeiro de 1985) é uma cantora ucraniana nascida na Rússia.

## Biografia
Nascida no Oblast de Magadan, no extermo oriente Russo, Tina Karol mudou-se para Ivano-Frankivsk na Ucrânia aos 6 anos. Fala fluentemente russo e ucraniano.
Em 2005, Tina foi ao Iraque e ao Kosovo para actuar para as Forças de manutenção da paz das Nações Unidas. Foi a primeira artista a ir ao Iraque.
Em 2006 ganhou a hipótese de ir ao Festival Eurovisão da Canção 2006 representar a Ucrânia com a canção "I Am Your Queen". Ficou em 7º lugar com 145 pontos, mas com uma nova versão da música intitulada "Show Me Your Love".
Em 2006 lançou o álbum de estreia, Show Me Your Love, e outro álbum Nochenka, com algumas das canções do seu primeiro álbum em Russo e Ucraniano. Em 2007, lançou um novo álbum Poljus Prytjazhenyja e escreveu um conto de fadas, "Pautinka", uma história sobre borboletas, expondo o mundo do espectáculo tal como Tina o viveu. Philipp Kirkorov, Alla Pugacheva and Verka Serduchka fazem parte da história.

## Discografia

### Álbuns de estúdio

#### Show Me Your Love
- 1. Money Doesn't Matter
- 2. Russian Boy
- 3. Life Is Not Enough
- 4. Honey
- 5. Love of My Live
- 6. Show Me Your Love
- 7. Silent Night (Ukrainian version)
- 8. Honey (Fiesta edit)
- 9. Money Doesn't Matter (Remake)
- 10. Show Me Your Love (REMIX radio edit)
- 11. Show Me Your Love (REMIX club edit)
- 12. Vyshe Oblakov
- 13. Vyshe Oblakov (vídeo)

#### Nochenka (Sweet Night)
- 1. Nochenka
- 2. Vyshe Oblakov
- 3. Tobi
- 4. Pupsik
- 5. Ty Otpusti
- 6. Vyshe Oblakov (Remix)
- 7. Nochenka (Karaoke)
- 8. Vyshe Oblakov (Karaoke)
- 9. Pupsik (Karaoke)
- 10. Nochenka (vídeo)
- 11. Vyshe Oblakov (vídeo)
- 12. Pupsik (vídeo)

#### Poljus Prytjazhenyja (Attraction Pole)
- 1. Poljus Prytjazhenyja (Полюс притяжения)
- 2. Beloe Nebo  (Белое небо)
- 3. Ljublju Ego (Люблю его)
- 4. Ny K Chemu  (Ни к чему)
- 5. Kljuchyk (Ключик)
- 6. U Neba Poprosym  (У неба попросим)
- 7. Vremja Kak Voda  (Время как вода)
- 8. Loosing My Way
- 9. Come On
- 10.  Vremja Kak Voda (remix)
- 11.  Ljublju Eho (vídeo)
- 12.  Poljus Prytjazhenyja (vídeo)

### Vídeos
- Vyshe Oblakov (2005)
- Show Me Your Love (2006)
- Nochenka (2006)
- Pupsik (2006)
- Lyublyu Ego (2007)
- Polyus Prityazhenia (2007)

### Outras Canções
- Ya Budu Tebya Celovat (com B.Stone)
- Posvyashenie v Albom
- Misyats'
- Letny Roman (com B.Stone)
- Dusha (com О.Gavriluk)